# Església de Sant Bartomeu de Torreblanca
L'església de Sant Bartomeu de Torreblanca, d'estil barroc, és un temple catòlic situat al centre de la població i seu d'una parròquia del bisbat de Sogorb-Castelló. Ha estat qualificada com a Bé de Rellevància Local amb la categoria de Monument d'Interès Local.

## Història
Quan l'església de Sant Francesc es queda menuda i la població s'expandeix per la plana, a la segona meitat del segle xvii es decideix la construcció de la nova església, que es finalitza l'any 1692, i de la qual es conserven, integrades en l'actual església, la façana i la torre campanar.
La població continuà creixent, i en menys d'un segle, es veu la necessitat d'ampliar l'església. Elegit en 1774 el mestre d'obres Joan Barceló per dissenyar i construir l'ampliació (el creuer, el nou presbiteri, el sagrari, la capella de la Comunió i la sagristia), aquest sols arriba fins a la cornisa, el més segur, per la seua mort. En els anys 1792-1793 és contractat Mauro Esteller per realitzar les naus laterals, que finalitzaren al voltant de 1796. I a començament del segle xix les obres continuaren sota la direcció de Blas Teruel, el qual realitzà les voltes i la cúpula del creuer, i finalitzà l'església en 1805.
Finalitzades les obres, la Junta General reunida en l'església de Sant Francesc, decideix celebrar els actes al voltant del dia 23 d'agost, vespra del patró. El dia 22 d'agost de 1805 es procedeix a la benedicció del temple, i l'endemà, s'efectua la translació del Santíssim. Seguiren quatre dies més de celebracions, amb diversos actes religiosos i civils.

## Arquitectura

### Estructura
El temple consta de tres naus, amb quatre trams i capelles laterals entre els contraforts, creuer i capçalera poligonal. Envolten el presbiteri la capella de la Comunió, al costat de l'Evangeli, i la sagristia, al costat de l'Epístola. Cor alt als peus i campanar adossat a la façana, al costat de l'Epístola. La nau central està coberta amb volta de canó amb llunetes, les naus laterals, en cada tram, volta d'aresta, el presbiteri amb volta de quadrant d'esfera amb llunetes que coincideixen amb les cinc cares del polígon, el creuer amb cúpula sobre tambor octagonal amb finestres en cada cara, carregat sobre petxines, i la capella de la Comunió, de planta central, amb cúpula i llanternó.
A l'interior una forta cornisa circumval·la l'església, carregada sobre pilastres d'ordre compost. Joaquim Oliet, entre els anys 1804-1805, decora el temple amb frescos que cobreixen la volta, les petxines del creuer i les voltes del transsepte, i pot ser considerada una de les seues composicions més completes. En la volta de la nau central pinta quatre quadres, un en cada tram, sobre els misteris de la Mare de Déu, en les petxines passatges de la vida del sant titular, i en les voltes del transsepte, escenes de Sant Tomás de Villanueva repartint almoines.

### Façana
La façana principal, als peus de l'església, presenta un remat pla, coronat amb un rellotge. En el centre del frontis una portada de dos cossos, el primer, amb una obertura d'arc de llinda, amb el perímetre motllurat, emmarcat per pilastres que suporten un entaulament amb una forta cornisa; i el segon, una finestra amb un vitrall amb la imatge del sant titular, protegida per pilastres sobre mènsules, i als extrems, pinacles.

### Campanar
El campanar és una torre de planta quadrada amb dos cossos, l'inferior massís, i el superior, el de les campanes, amb obertura de mig punt en cada cara, amb arrabà circular, i protegida per quatre pilastres. Al damunt, una balustrada amb pinacles en els angles, i en el centre un edicle octagonal amb obertures en les seues cares i cobert per cúpula.

## Galeria fotogràfica

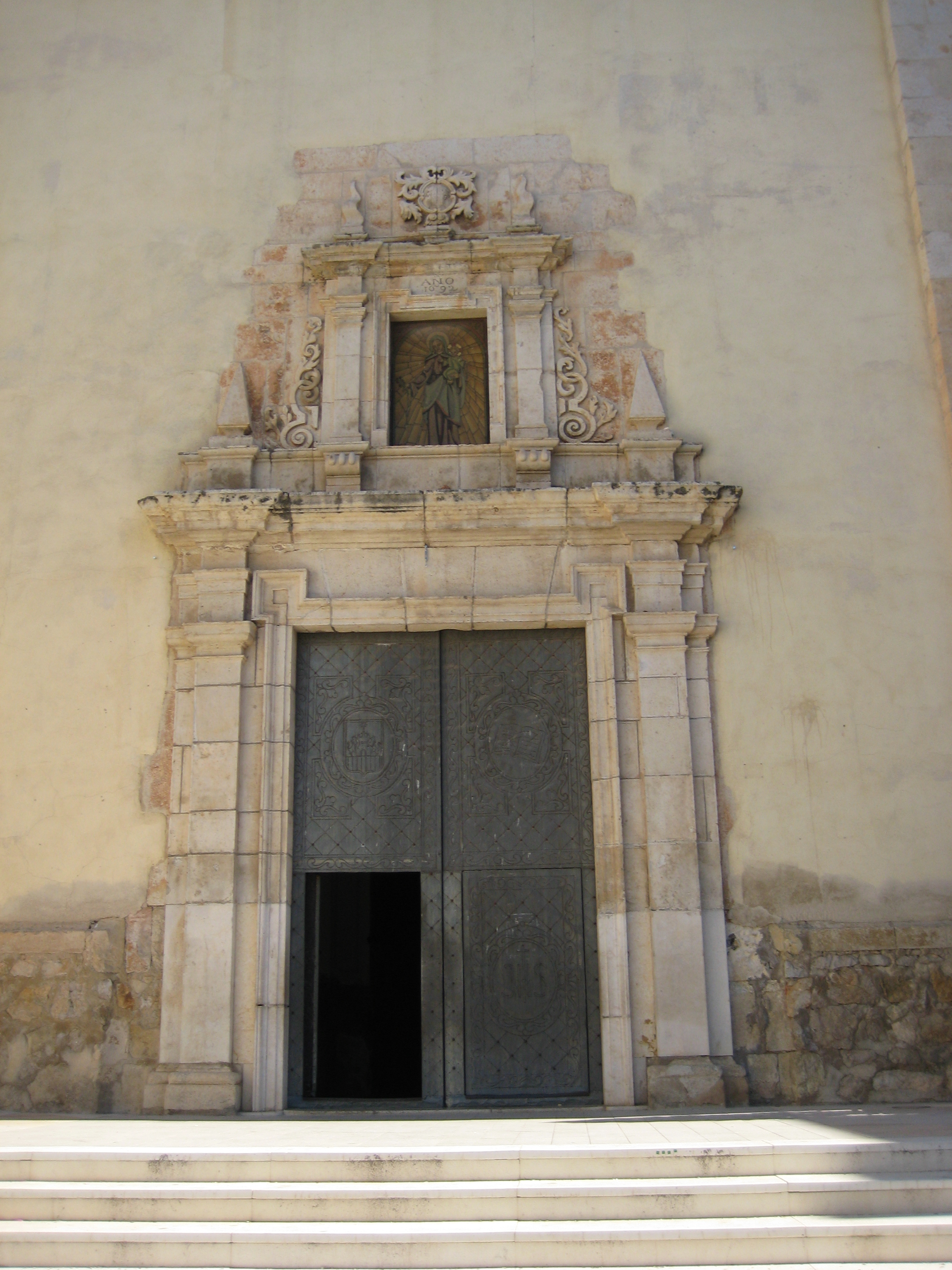
Portada
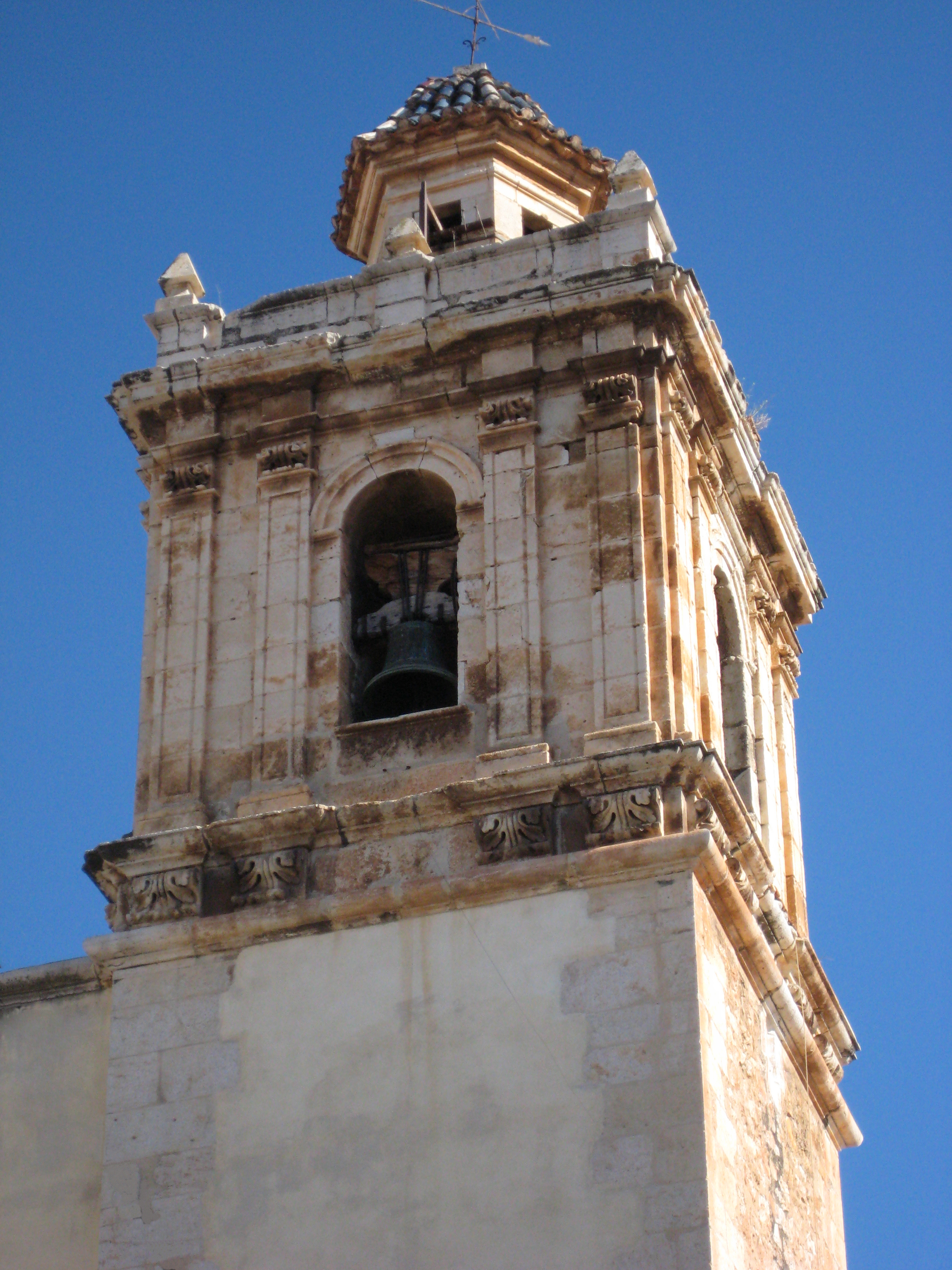
Campanar
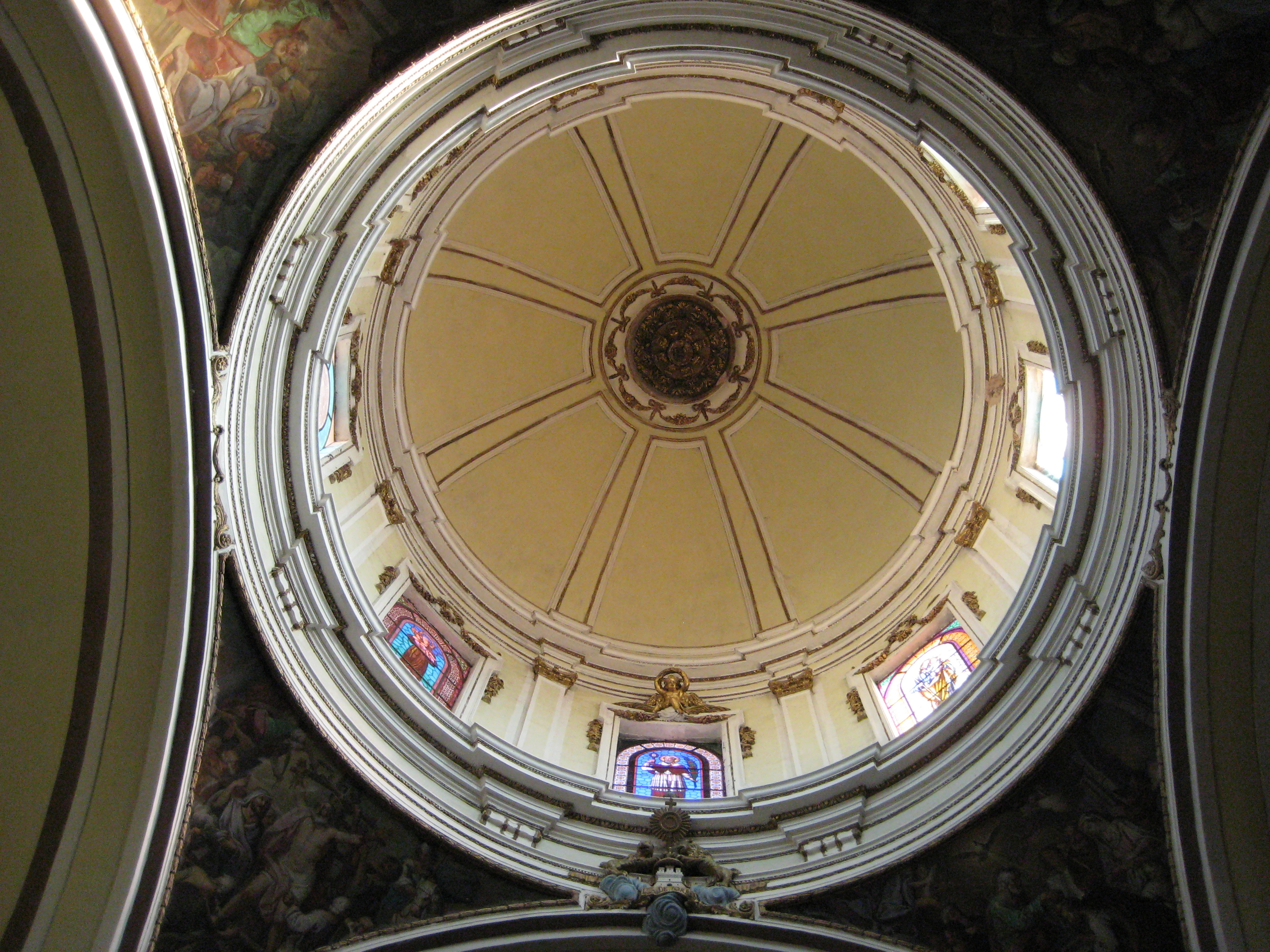
Cúpula
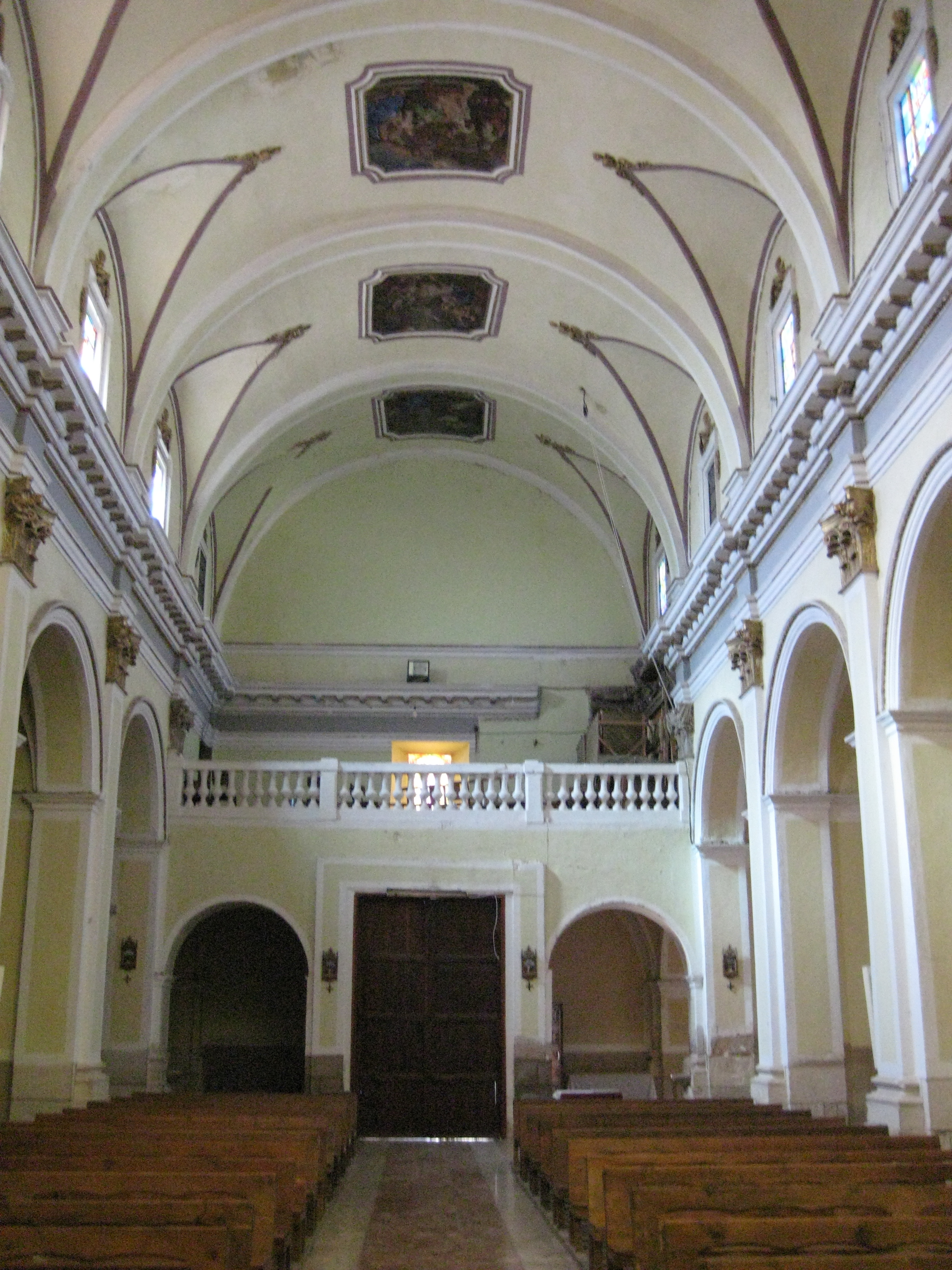
Nau central i cor alt als peus